# Fernanda Motta
Fernanda Motta (Campos dos Goytacazes, 29 de maio de 1981) é uma apresentadora e modelo brasileira.
Residindo em Nova York desde 2003, foi considerada pelo site norte-americano "Models.com" como uma das 25 modelos mais sexy do mundo.
Fernanda Motta ilustrou as páginas da revista Sports Illustrated Swimsuit Issue em 2004, 2005, 2006 e 2007. Tem atualmente contrato com a grife Victoria's Secret.
Foi contratada pelo Canal da Sony para apresentar a franquia do programa estadunidense America's Next Top Model para a América Latina, no Brazil's Next Top Model.
Estreou como atriz na telenovela Totalmente Demais, da Rede Globo, interpretando Daniele.

## Filmografia
| Ano  | Título                  | Personagem    | Emissora   |
| ---- | ----------------------- | ------------- | ---------- |
| 2015 | Totalmente Demais       | Dani Liebdich | Rede Globo |
| 2018 | O Outro Lado do Paraíso | Ela Mesma     | Rede Globo |
| 2019 | Bom Sucesso             | Dani Liebdich | Rede Globo |